# Wulmar Bernaerts
Wulmar Bernaerts, oftewel Vulmarus Bernardus, (circa 1510, Eecke - 23 januari 1570) was een Belgische rechtsgeleerde aan de Katholieke Universiteit Leuven. Onder het bewind van keizer Karel V werd hij samen met andere cononici en theologen naar het Concilie van Trente (1545-1563) gestuurd. Tot vijfmaal toe werd hij rector van de Katholieke Universiteit Leuven. 